# Станислава Стоянова
Станислава Стоянова е български художник.

## Биография
Завършва Средното специално художествено училище за приложни изкуства (понастоящем Национална гимназия за приложни изкуства „Св. Лука) през 1989 г. Следва в Националната художествена академия в гр. София, която завършва през 1998 г. Работила е като асистент по живопис в Националната художествена академия, София (2007 – 2013), преподавател в детска академия „Юзина“ (2011 – 2013), арт-консултант в частни галерии „Юзина“ (2011 – 2014), „Монев“ (2014 – 2015) и административен директор на Фондация „Съвременно изкуство“ (2014 – 2015). През 2016 г. създава Ателието за изкуства BLUESS – образователна арт-платформа за деца.

## Творчество
Участва в многобройни общи и самостоятелни проекти и изложби, свързани със съвременно визуално изкуство. Творческият ѝ път започва с поредица от изложби в Италия – Галерия „Ментана“, Музей на поезията, Флоренция и редица изяви в България – галериите „Триадис“, „Аросита“, „Юзина“, „Монев“, [a] cube contemporary art gallery, София. По-значимите ѝ участия са на Арт панаира за Съвременно изкуство в Ханджоу, Китай (2014) и Contemporary Istanbul – Турция (2014).  През 2015 г. участва в проекта Imago Mundi на фондация Luciano Benetton, като съпътстваща изложба на Венецианското биенале 2015 (Венеция, Италия), Представя творби в проекта "SURFACES" с куратор arch.Luca Curci в галерия " THE ROOM CONTEMPORАRY "- събитието съпътства Архитектурното Биенале във Венеция през 2018. През 2019 с куратор arch. Luca Curci излага в PALAZO Ca Zanardi, Venice-  в проекта RITUALS към фестивала "Anima MUNDI".

## Изложби
- 1998 – Individuazionie – изложба – галерия „Ментана“, Флоренция, Италия
- 1998 – „Артемизия“ – изложба на жени художнички, Aрецо, Италия.
- 1998 – „Иконографски маршрути“ – изложба – галерия „Ментана“, Флоренция, Италия.
- 1999 – участие в обща изложба – галерия „Витоша“, София, България.
- 1999 – участие в обща изложба – галерия „Ирида“, София, България.
- 1999 – самостоятелна изложба – галерия „Жанет“, Пловдив, България.
- 1999 – изложба в дипломатически клуб „Глория палас“, Горна Баня, България.
- 2000 - Галерия „Жанет“, Пловдив, България.
- 2001 – самостоятелна изложба – галерия „Братя Кадинови“, София, България.
- 2002 - самостоятелна изложба Metamorfosi e immagini, куратор Перла Качагуерра, Музей на поезията, Арецо, Италия.
- 2004 - самостоятелна изложба „Между утопията“, Художествена къща „Триадис“, София, България.
- 2005 - самостоятелна изложба „Eклектика в образи“, Галерия „Лик“, София, България.
- 2007 - самостоятелна изложба „Еклектика в образи“, Градска Художествена Галерия „Борис Георгиев“, Варна, България.
- 2007  20 години Галерия  8, Варна
- 2008   Опит за летене / Галерия Аросита,София
- 2011 - самостоятелна изложба „Фантастичната разходка“, Галерия „Тандра“, Банкя, България.
- 2011 - самостоятелна изложба La Dolce Vita, Галерия „Аросита“, София, България.
- 2011 - самостоятелна изложба La Dolce Vita, Галерия „8“, Варна, България.
- 2012  Разчупване на маските ,съвместен проект  в подкрепа на Уницеф, България / Галерия Юзина,София
- 2013  Проект  BREAKTROUGH  / откриване  Арт център Юзина,  атриум  на Сердика Офиси
- 2014  Contemporary Istanbul , 2014 ,Турция
- 2014  Art Fair, Хуанджоу, Китай
- 2015 - самостоятелна изложба живопис, Галерия „Монев“, София, България.
- 2015  Участие в проекта  IMAGO MUNDI  на Фондация BENETTON / изложба във Фондация Джоржо Чини, Венеция,Италия,съпътстващо събитие на Венецианското биенале  2015,куратори Клаудио Скоретти , Ирина Унгуреану
- 2015  Лицата на пейзажа / Галерия Аросита
- 2015  "2" [ a ] cube contemporary  gallery
- 2015  Годишна изложба / формат 30/30 ,галерия  Астри
- 2017 - самостоятелна изложба „Разговор с ангели“, Ellinor's House, София, България
- 2017 - самостоятелна изложба "Save Me" - [a] cube contemporary art gallery, София, България
- 2017- самостоятелна изложба „Докосване в цвят“, Български Културен Институт, Лондон, Великобритания,куратор Диана Драганова-Щир
- 2018 - Face to Face - [ a ] cube contemporary art gallery, София, съвместен проект с Радостина Доганова
- 2021 - самостоятелна изложба Blue, Галерия 8, Варна, България